# Тит Статилий Тавр Корвин
Тит Статилий Тавр Корвин (лат. Titus Statilius Taurus Corvinus) — политический деятель эпохи ранней Римской империи.
Его отцом был консул 11 года Тит Статилий Тавр, матерью Валерия Мессалина, а братом — консул 44 года Тит Статилий Тавр. Когномен «Корвин» Тит получил, по всей видимости, от своего деда по материнской линии, Марка Валерия Мессалы Корвина.
К 34 году Тавр вошёл в состав жреческой коллегии арвальских братьев. Также он был квиндецемвиром священнодействий. В 45 году Корвин занимал должность ординарного консула вместе с Марком Виницием. В 46 году совместно с Азинием Галлом Тавр принял участие в организации заговора против императора Клавдия, в котором также было замешано множество императорских вольноотпущенников и рабов. Однако заговор был раскрыт. Тавр, по всей видимости, был помилован (либо сослан и вскоре вернулся), поскольку существуют свидетельства о его присутствии на заседаниях коллегии арвальских братьев до 54 года.